# لنیلسون باتیستا دی سوزا
لنیلسون باتیستا دی سوزا (به پرتغالی: Lenílson Batista de Jesus) هافبک اهل برزیل است که در شهر سالوادور و در تاریخ ۱ مهٔ ۱۹۸۱ به دنیا آمده‌است.
لنیلسون باتیستا دی سوزا در تیم‌های فوتبال اتلتیکو مینیرو سابقهٔ حضور دارد.